# 1942年のスポーツ

## できごと
- 3月21日 - 武道総合団体「大日本武徳会」結成
- 4月8日 - 大日本体育協会を改組し、大日本体育会新発足、各競技団体解消し体育会の部会となる
- 4月18日 - ドーリットル空襲により六大学野球リーグ戦開幕が1週間延期となる。
- 5月24日 - 後楽園球場での大洋対名古屋の第2試合は、延長28回の最高延長記録の末、引き分けとなる
- 5月25日 - 大相撲の安藝ノ海節男と照國万藏、横綱昇進
- 7月12日 - 朝日新聞社、全国中等学校優勝野球大会の終止を発表

## 総合競技大会
- 第12回明治神宮国民体育大会（冬季氷上競技 - 1月24日～25日、冬季スキー - 2月6日～8日）
- 第13回明治神宮国民錬成大会（夏季 - 8月28日～30日、秋季 - 10月29日～11月3日）

## アイスホッケー
- スタンレーカップ決勝（1941-1942シーズン）
トロント・メープルリーフス （4勝3敗） デトロイト・レッドウィングス

## アメリカンフットボール
- NFLチャンピオンシップゲーム
ワシントン・レッドスキンズ（東） 14-6 シカゴ・ベアーズ（西）

## 大相撲
できごと
- 春場所から仕切りの制限時間を幕内7分、十両5分、幕下以下3分に短縮した。
- 戦争のために、出征力士の番付記載を中止した。

幕内最高優勝
- 春（1月11日初日、両国国技館）:東横綱 双葉山定次（14勝1敗）
- 夏（5月10日初日、両国国技館）:東横綱 双葉山定次（13勝2敗）

優勝旗手
- 春:東前頭20枚目 輝昇勝彦（12勝3敗）
- 夏:西前頭15枚目 大和錦幸男（11勝4敗）

十両優勝
- 春:駿河海光夫（13勝2敗）
- 夏:駿河海光夫（14勝1敗）

## ゴルフ

### 世界4大大会（男子）
- マスターズ優勝者：バイロン・ネルソン（アメリカ）
- 全米プロゴルフ優勝者：サム・スニード（アメリカ）

1942年はマスターズと全米プロゴルフ選手権のみが行われたが、1943年はすべてのゴルフ・メジャー大会が中止された。

## テニス

### グランドスラム
- 全米選手権　男子単優勝：テッド・シュローダー（アメリカ）、女子単優勝：ポーリーン・ベッツ（アメリカ）

## 野球

### 日本

#### プロ野球
- 優勝:東京巨人軍　73勝27敗
  - 個人タイトル

| タイトル     | 選手名   | 球団       | 記録  |
| ------------ | -------- | ---------- | ----- |
| 最優秀選手   | 水原茂   | 東京巨人軍 |       |
| 首位打者     | 呉波     | 東京巨人軍 | .286  |
| 本塁打王     | 古川清蔵 | 名古屋軍   | 8本   |
| 打点王       | 中島治康 | 東京巨人軍 | 60点  |
| 最多安打     | 中島治康 | 東京巨人軍 | 111本 |
| 盗塁王       | 坪内道則 | 朝日軍     | 44個  |
| 最優秀防御率 | 林安夫   | 朝日軍     | 1.01  |
| 最多勝利     | 野口二郎 | 大洋軍     | 40勝  |
| 最多奪三振   | 野口二郎 | 大洋軍     | 264個 |
| 最高勝率     | 広瀬習一 | 東京巨人軍 | .778  |

#### 東京大学野球
- 春 - 明大が9勝1敗で優勝。
- 秋 - 早大が3勝1敗1分で優勝（戦前最後のリーグ戦）。

#### 中等野球
文部省主催の全国中等学校野球大会が8月に甲子園球場で行われ、徳島商業が、平安中学を決勝で破り、優勝した。この大会は現在の全国高等学校野球選手権大会および前身の全国中等学校優勝野球大会とは別の大会として扱われている。

### アメリカ大リーグ
- ワールドシリーズ
セントルイス・カージナルス（ナ・リーグ） （4勝1敗） ニューヨーク・ヤンキース（ア・リーグ）

## 誕生
- 1月1日 - 永易将之（大阪府、野球、+2003年）
- 1月7日 - ウラジミール・アレクセーエフ（ソビエト連邦、ウエイトリフティング）
- 1月12日 - 加藤峻二（埼玉県、競艇）
- 1月17日 - モハメド・アリ（アメリカ、ボクシング）
- 1月25日 - エウゼビオ（モザンビーク→ポルトガル、サッカー）
- 2月1日 - 今井通子（東京都、登山家）
- 2月5日 - ロジャー・ストーバック（アメリカ、アメリカンフットボール）
- 2月28日 - ディノ・ゾフ（イタリア、サッカー）
- 3月28日 - 北の富士勝昭（北海道、相撲）
- 4月18日 - ヨッヘン・リント（オーストリア、レーシングドライバー、+1970年）
- 5月2日 - ジャック・ロゲ（ベルギー、IOC第8代会長）
- 5月3日 - ベラ・チャスラフスカ（チェコ、体操）
- 6月20日 - 大麒麟將能（佐賀県、相撲）
- 6月21日 - 青地清二（北海道、スキージャンプ）
- 6月28日 - 土井正三（兵庫県、野球）
- 6月28日 - 中村豪（愛知県、野球）
- 7月15日 - ミル・マスカラス（メキシコ、プロレス）
- 7月16日 - 浮谷東次郎（千葉県、レーシングドライバー、+1965年）
- 7月16日 - マーガレット・スミス・コート（オーストラリア、テニス）
- 8月20日 - 山田忠男（宮崎県、野球、+1999年）
- 8月21日 - 生沢徹（東京都、レーシングドライバー）
- 8月31日 - 青木功（千葉県、ゴルフ）
- 9月4日 - レイモンド・フロイド（アメリカ、ゴルフ）
- 10月12日 - 中山律子（群馬県、ボウリング）
- 10月23日 - 尾藤公（和歌山県、野球）
- 10月31日 - デーブ・マクナリー（アメリカ、野球、+2002年）
- 12月20日 - ボブ・ヘイズ（アメリカ、陸上競技→アメリカンフットボール、+2002年）

## 死去
- 1月4日 - メルビン・シェパード（アメリカ、陸上競技、*1883年）
- 1月6日 - アンリ・バイエ＝ラトゥール（ベルギー、IOC第3代会長、*1876年）
- 2月7日 - ドランド・ピエトリ（イタリア、陸上競技、*1885年）
- 4月15日 - ジョシュア・ピム（アイルランド、テニス、*1869年）
- 5月5日 - 豊國福馬（大分県、相撲、*1893年）
- 11月12日 - エルマー・ニクランダー（フィンランド、陸上競技、*1890年）
- 12月27日 - ウィリアム・G・モーガン（アメリカ、体育教師、*1870年）
- 12月28日 - アルフレート・フラトー（ドイツ、体操、*1869年）